# Provincia de Ciudad Real de Chiapas
La Provincia de Ciudad Real de Chiapas fue una entidad administrativa de la monarquía española, erigida en 1821 en el territorio de la Intendencia de Ciudad Real de Chiapas, que era parte de la Provincia de Guatemala.

## Reseña histórica
En 1812 las Cortes de Cádiz extinguieron el reino de Guatemala y en su territorio crearon dos provincias: la Provincia de Nicaragua y Costa Rica y la Provincia de Guatemala. Ésta incluía los territorios de las Alcaldías Mayores de Chimaltenango, Escuintla, Sacatepéquez, Sololá, Sonsonate, Suchitepéquez, Totonicapán y Verapaz; los Corregimientos de Chiquimula y Quezaltenango, y las Intendencias de Ciudad Real de Chiapas, Comayagua y San Salvador. Estaba gobernada por un Jefe Político superior nombrado por la Regencia, que fue José de Bustamante y Guerra, y una Diputación Provincial de siete miembros elegida popularmente. Su capital fue la ciudad de Guatemala. Sin embargo, el régimen no duró mucho, debido a la restauración del absolutismo por Fernando VII en 1814.
En 1820, al restaurarse el régimen constitucional, se restableció la Provincia de Guatemala, con Carlos de Urrutia y Montoya como Jefe Político Superior, pero en 1821 las Cortes españolas separaron de su territorio el de la Intendencia de Ciudad Real de Chiapas, para crear una nueva provincia de la Monarquía española, la Provincia de Ciudad Real de Chiapas que ya no dependía política y administrativamente de Guatemala. La provincia apenas estaba organizándose cuando llegó la noticia de la Independencia de México, que fue apoyada con entusiasmo por los ayuntamientos chiapanecos. Al caer Agustín I en 1823, la provincia de Ciudad Real de Chiapas decidió formar un gobierno independiente de las recién formadas repúblicas México y Centroamérica.
La Provincia de Ciudad Real de Chiapas, con el nombre de Estado de Chiapas, quedó definitivamente integrada a México en 1824, con excepción de Soconusco, que se mantuvo en una situación de neutralidad hasta 1842, el cual término anexionándose también.